# Lisa Berkani
Lisa Berkani (ur. 19 maja 1997 w Beaumont) – francuska koszykarka, występująca na pozycjach rozgrywającej lub rzucającej, reprezentantka kraju, od 2023 zawodniczka Reyeru Wenecja.

## Osiągnięcia
Stan na 22 marca 2024, na podstawie, o ile nie zaznaczono inaczej.

### Drużynowe
- Mistrzyni:
  - Francji (2015, 2016)
  - Belgii (2023)
- Zdobywczyni:
  - pucharu:
    - Francji (2016)
    - Belgii (2023)

  - Superpucharu Francji (2014)
- Finalistka:
  - Pucharu Francji (2015)
  - Superpucharu Francji (2015)

### Indywidualne
(* – oznacza nagrody przyznane przez portal eurobasket.com)
- MVP finałów ligi belgijskiej (2023)*
- Najlepsza młoda zawodniczka ligi francuskiej LFB (2017)*
- Zaliczona do I składu*:
  - ligi belgijskiej (2023)
  - zawodniczek zagranicznych ligi belgijskiej (2023)

### Reprezentacja

#### Seniorska
5x5
- Uczestniczka:
  - mistrzostw świata (2022 – 7. miejsce)
  - kwalifikacji do mistrzostw:
    - świata (2022)
    - Europy (2019)

3x3
- Wicemistrzyni World Urban Games (2019)

#### Młodzieżowe
5x5
- Wicemistrzyni Europy U–18 (2015)
- Uczestniczka mistrzostw:
  - świata U–17 (2014 – 8. miejsce)
  - Europy:
    - U–20 (2016 – 6. miejsce, 2017 – 4. miejsce)
    - U–16 (2012 – 5. miejsce, 2013 – 5. miejsce)
- Zwyciężczyni konkursu Skills Contest podczas mistrzostw Europy U–18 (2015)

3x3
- Mistrzyni świata U–18 3x3 (2015)